# Dubrovsko
Dubrovsko (cyr. Дубровско) – wieś w Czarnogórze, w gminie Šavnik. W 2011 roku liczyła 43 mieszkańców.